# Tobias Sana
Tobias Tigjani Sana (Gotemburgo, Suecia, 11 de julio de 1989) es un futbolista sueco de origen burkinés. Juega de delantero y milita en el Örgryte IS de la Superettan de Suecia.

## Selección nacional
Ha sido internacional con la selección de fútbol de Suecia; donde hasta ahora, ha jugado dos partidos internacionales y no ha anotado goles por dicho seleccionado.

## Clubes
| Club                 | País         | Año       |
| -------------------- | ------------ | --------- |
| Qviding FIF          | Suecia       | 2005-2008 |
| IFK Göteborg         | Suecia       | 2009-2012 |
| Qviding FIF (cedido) | Suecia       | 2009      |
| Ajax de Ámsterdam    | Países Bajos | 2012-2015 |
| Malmö FF             | Suecia       | 2015-2017 |
| Aarhus GF            | Dinamarca    | 2017-2019 |
| IFK Göteborg         | Suecia       | 2019-2022 |
| BK Häcken            | Suecia       | 2022-2023 |
| Örgryte IS           | Suecia       | 2024-     |

## Palmarés

### Títulos nacionales
| Título                        | Club              | País         | Año  |
| ----------------------------- | ----------------- | ------------ | ---- |
| Eredivisie                    | Ajax de Ámsterdam | Países Bajos | 2013 |
| Supercopa de los Países Bajos | Ajax de Ámsterdam | Países Bajos | 2013 |
| Eredivisie                    | Ajax de Ámsterdam | Países Bajos | 2014 |
| Allsvenskan                   | Malmö FF          | Suecia       | 2016 |
| Copa de Suecia                | IFK Göteborg      | Suecia       | 2020 |
| Allsvenskan                   | BK Häcken         | Suecia       | 2022 |
| Copa de Suecia                | BK Häcken         | Suecia       | 2023 |